# Henryk Jabłoński
Henryk Jan Jabłoński (Waliszewil, 27 dicembre 1910 – Varsavia, 27 gennaio 2003) è stato uno storico e politico polacco socialista.

## Biografia
Fu capo dello Stato dal 1972 al 1985.
Laureato in storia, Jabłoński aderì al Partito Socialista Polacco nel 1931. Trasferitosi in Francia allo scoppio della Seconda guerra mondiale (1939), partecipò alla Resistenza francese. Rientrato in Polonia alla fine della guerra, insegnò storia moderna all'Accademia di scienze politiche (1945) e all'Università di Varsavia (dal 1946) e pubblicò diverse opere sulla storia della Polonia.
Membro influente del Partito socialista, nel 1948 aderì al Partito Operaio Unificato Polacco divenendo membro dell'Ufficio politico (1970). Fu ministro dell'Insegnamento Superiore e dell'Educazione (1965-1972) e vicepresidente dell'Accademia polacca delle scienze (1966-1971). Eletto presidente del Consiglio di Stato (1972), carica corrispondente a quella di capo dello Stato, non smise di pubblicare saggi storici.